# Revoltrain
 (octobre 2023).
Revoltrain est une société d'éducation en ligne fondée en septembre 2021 à Paris, en France. L'entreprise a été créée par Corentin Lambert, Sacha Benhamou, Benjamin Jolivot et Floran Aubry. Elle propose différents programmes personnalisés en ligne pour se former aux métiers du numérique en 8 à 12 semaines,.

## Histoire
En septembre 2021, Revoltrain est créée par Corentin Lambert et un start-up studio, The Quest,.
En décembre 2021, Sacha Benhamou a rejoint le projet[réf. nécessaire] en tant que cofondateur[réf. nécessaire], et l'entreprise a créé son premier programme[réf. nécessaire], axé sur la programmation en Python[réf. nécessaire].
En mai 2022, Benjamin Jolivot et Floran Aubry ont rejoint Revoltrain en tant que cofondateurs, devenant respectivement Chief Marketing Officer et Chief Operating Officer (COO). En un an, Revoltrain a permis à 1500 personnes de se former aux métiers du numérique.
L'entreprise a levé un fonds d'amorçage de 3 millions d'euros en février 2023, mené par des investisseurs providentiels français (anciens fondateurs d'entreprises technologiques) et des family offices. Une version anglaise[source insuffisante] des programmes a été lancée dans le monde entier[source insuffisante] à l'été 2023.
Depuis ils ont lancé 3 nouveaux programmes de formation: Virtual assistant, Rédacteur Web, Closer, Community manger et lancent leur premier programme en anglais.
En 2023, 2000 étudiants suivent les cours de Revoltrain.
Corentin Lambert est le Président-Directeur Général de Revoltrain, Sacha Benhamou est le Directeur Général et CPO, Floran Aubry est COO et Benjamin Jolivot est CMO.